# Wit-Russische parlementsverkiezingen 2016
De Wit-Russische parlementsverkiezingen van 2016 vonden op 11 september van dat jaar plaats en werden gewonnen door politieke partijen en kandidaten die het regime van president Aleksandr Loekasjenko steunen. Het aantal gekozen oppositiekandidaten was nihil, en beperkte zich tot een aantal partijloze kandidaten en een verkozene voor de Verenigde Burgerpartij.
Verkiezingen in Wit-Rusland voldoen niet aan de internationale democratische criteria.

## Uitslag
| Wit-Russische parlementsverkiezingen 2019                                    | Wit-Russische parlementsverkiezingen 2019           | Wit-Russische parlementsverkiezingen 2019                                                    | Wit-Russische parlementsverkiezingen 2019 | Wit-Russische parlementsverkiezingen 2019 | Wit-Russische parlementsverkiezingen 2019 |
| Afbeelding                                                                   | Partij                                              | Russisch Wit-Russisch                                                                        | %                                         | Zetels                                    | Verschil                                  |
| ---------------------------------------------------------------------------- | --------------------------------------------------- | -------------------------------------------------------------------------------------------- | ----------------------------------------- | ----------------------------------------- | ----------------------------------------- |
|                                                                              | Communistische Partij van Wit-Rusland               | Коммунистическая партия Беларуси Камуністы́чная па́ртыя Белару́сі                               | 7,4%                                      | 8 / 110                                   | +5                                        |
|                                                                              | Republikeinse Partij van de Arbeid en Gerechtigheid | Республиканская партия труда и справедливости Рэспубліканская партыя працы і справядлівасьці | 2,9%                                      | 3 / 110                                   | +2                                        |
|                                                                              | Wit-Russische Patriottische Partij                  | Белорусская патриотическая партия Беларуская патрыятычная партыя                             | 2,2%                                      | 3 / 110                                   | NIEUW                                     |
| Logo LDPB                                                                    | Liberaal-Democratische Partij van Wit-Rusland       | Либерально-демократическая партия Беларуси Ліберальна-дэмакратычная партыя Беларусі          | 4,2%                                      | 1 / 110                                   | +1                                        |
|                                                                              | Verenigde Burgerpartij                              | Объединённая гражданская партия Аб'яднаная грамадзянская партыя                              | 2,2%                                      | 1 / 110                                   | NIEUW                                     |
|                                                                              | Partijloos(a)                                       |                                                                                              | 67,0%                                     | 94 / 110                                  | -11                                       |
|                                                                              | Overige partijen                                    |                                                                                              | 14,1%                                     | 0 / 110                                   | -                                         |
| Totaal                                                                       | Totaal                                              |                                                                                              | 100%                                      | 110                                       |                                           |
| (a): Waarvan de meesten zijn aangesloten bij het pro-regime blok Belaja Roes |                                                     |                                                                                              |                                           |                                           |                                           |
| Bron: Elections to the Belarusian HoR 2019                                   |                                                     |                                                                                              |                                           |                                           |                                           |